# Montaña Sainte-Victoire

Mapa de la Sainte-Victoire

La montaña Sainte-Victoire (en provenzal occitano: Venturi / Santa Venturi según la ortografía clásica, Ventùri / Santo Ventùri según la ortografía de mistral) es una cadena de montañas calizas en el sur de Francia que se extiende a lo largo de 18 kilómetros, entre los departamentos de Bocas del Ródano y Var. Su punto culminante es el Pic des mouches de 1.011 m s. n. m.; no es, sin embargo, la cumbre de Bocas del Ródano, que se encuentra en realidad en el macizo de Sainte-Baume.
Es famosa por aparecer en muchas pinturas de Paul Cézanne, quien podía verla desde cerca de su casa. También aparece en la Coronación de la Virgen de 1454, obra de Enguerrand Quarton.
La Croix de Provence es un rasgo destacado de la montaña. Con una altura de 19 metros, esta cruz, aunque no está colocada en el punto más alto de la montaña, sobresale de la cadena montañosa más que el Pic des Mouches.

## Historia y turismo
En origen, se llamaba montagne de la Victoire, y en la Edad Media los cristianos la llamaron Sainte-Venture. En el siglo XIII se construyó una capilla en la cumbre. No fue hasta el siglo XVII que la montaña recibió su nombre actual.
En 1989 un fuego devastó más de 50 km² de la cara sur de la montaña. Se ha realizado mucho trabajo para promover la reforestación, pero el total de la vegetación, en particular coníferas, es mucho menor que la que había antes del fuego. El acceso a la montaña está actualmente restringido ampliamente durante el verano.
Sin embargo, durante los periodos de acceso libre, el macizo de Saint-Victoire es un destino popular para senderismo, escalada, parapente y, en menor medida, espeleología. Alrededor de 700.000 caminantes usan sus senderos cada año. El poeta y ensayista Vicente Valero le dedica atención y elogios en su Breviario provenzal (2021).

## Artistas
Además de Cézanne, la montaña Saint-Victoire ha servido de inspiración a otros artistas, por ejemplo:
- El pintor Pablo Picasso, quien compró el Château de Vauvenargues, situado al pie de la montaña, e instaló un estudio allí entre 1959 y 1962.
- El pintor Vasily Kandinsky.
- El escritor Peter Handke con La doctrina del Sainte-Victoire (1980).
- El escritor Guy Gavriel Kay con Ysabel (2007).